# دغموس غدي
دغموس غدي (الاسم العلمي:Cytinus glandulosus) هو نوع من النباتات يتبع جنس الدغموس من الفصيلة الدغموسية.